# Частный остров
Частный остров является частной собственностью. Частные острова существуют по всему миру. В мире тысячи необитаемых островов с потенциалом для развития коммерческой деятельности, туристических курортов или частного рекреационного использования, многие из которых продаются. Некоторые знаменитости, например Джон Леннон, Дайана Росс, Тони Кёртис, Клаудиа Шиффер имеют или имели собственные частные острова.

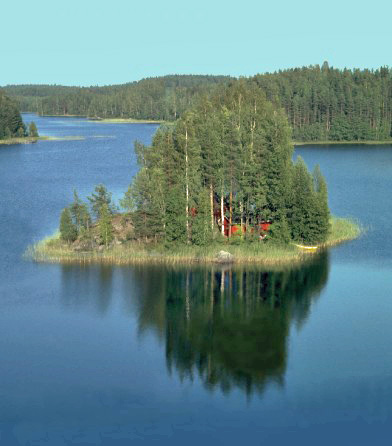
Частный остров с коттеджем в Финляндии

Практически любой остров является территорией какого-либо государства, для приобретения острова нужно учитывать законы этих государств. Например, острова, принадлежащие Китаю невозможно купить, но можно взять в аренду с максимальным сроком на 50 лет. После приобретения острова по законодательству страны, которой он принадлежит, как правило, невозможно объявить этот остров независимой территорией, хотя попытки образования микрогосударств предпринимались. Так, миллионер из Лас-Вегаса Майкл Оливер пытался создать Республику Минерва в южной части Тихого океана.
«Частные» острова в Великобритании, Бразилии и др. не являются юридически полностью частными, являясь доступными для общественности. На них может отдыхать любой желающий, несмотря на претензии владельцев земли.

## Цены
На 2011 год тропический остров в Карибском море можно было купить за 12 000 000 долларов США (площадь 1,4 км2 (140 га), взлётно-посадочная полоса для частного самолёта, большая вилла и дом для персонала), остров в Средиземном море в районе Монако обойдется примерно в 7 500 000 долларов США (большая гавань для яхты), остров в Новой Зеландии — 5 000 000 долларов США (площадь 22 км2, овцеводческая ферма, дом), незастроенный остров в Карибском море возле берегов Белиза — 700 000 долларов США, остров возле восточного побережья Канады — 200 000 долларов США.

## Знаменитости, обладающие или обладавшие островами
- Марлон Брандо — атолл Tetiaroa, Французская Полинезия
- Джон Леннон — Dorinish[англ.] в заливе Клю, Ирландия
- Мел Гибсон — Манго (остров) (22 км2), Фиджи
- Эррол Флинн — Navy Island, Ямайка
- Джин Хэкмен — остров в провинции Британская Колумбия, Канада
- Дайана Росс — бывший владелец Taíno, Французская Полинезия
- Тед Тёрнер — St Phyllis Island, Южная Каролина, США
- Николас Кейдж — Leaf Cay, Багамские Острова[2]
- Малкольм Форбс — Laucala (12 км2), Фиджи
- Реймонд Берр — Naitoumba, Фиджи
- Ричард Брэнсон — Necker Island[англ.] и Mosquito Island[англ.] — Виргинские Острова (Великобритания)
- Аристотель Онассис — Скорпиос[3], Греция
- Дэвид Копперфильд — Musha Cay[англ.] (0,6 км2 (60 га)), Багамы
- David H. Murdock — Ланаи (364 кв. км.), Гавайи, США
- Чарльз Линдберг — Illiec Island (0,016 км2 (1,6 га)), Бретань, Франция
- Семья Бакарди — остров около Гренады.
- Лорэнс Рокфеллер — Sandy Cay, Jost Van Dyke BVI
- Ник Гексум — Melody Key[англ.], Флорида, США
- Боно — Green Island (Австралия), Tessera (Италия), Reklusia (Багамы)
- Дин Кеймен — North Dumpling Island (8 км2), Коннектикут, США
- Джанни Аньелли — Dino Island, Италия
- Michael Ondaatje — Several islands, Ирландия
- Беар Гриллс — Saint Tudwal's Islands[англ.], Уэльс, Великобритания

Компания The Walt Disney Company в 1997 году взяла в аренду на 99 лет багамский остров Горда-Кэй, который переименовала в «Риф кораблекрушения» и открыла там тематический парк развлечений.